# Florence, Mississippi
Florence är en kommun (town) i Rankin County i Mississippi. Vid 2010 års folkräkning hade Florence 4 141 invånare.